# 汤姆·理查兹 (橄榄球运动员)
汤姆·理查兹（英語：Tom Richards，1882年4月29日—1935年9月25日），澳大利亚男子橄榄球运动员。他曾代表澳大拉西亚代表队参加1908年夏季奥林匹克运动会橄榄球比赛，获得一枚金牌。